# La Musclera
La Musclera és un edifici de Tamariu (Baix Empordà), catalogat com a bé cultural d'interès local.

## Història
Va ser projectada per l'arquitecte rus Nicolau Woevodsky per al britànic lord Islington.

## Descripció
Casa bastida en el vessant abrupte de la musclera entre la cala Pedrosa i sa Perica. L'immoble presenta una volumetria complexa per tal d'adaptar-se al terreny. Al centre trobem un cos principal de tres plantes, amb teulada a quatre vessants, terrasses i mirador d'arcades a llevant. A ponent s'hi afegiren dos cossos laterals de dues plantes que deixen al centre un espai ocupat per un pati quadrangular amb galeries d'arcades de mig punt al qual dona el gran portal d'entrada. Les obertures estan distribuïdes per les façanes de forma regular. L'entorn està ocupat per una pineda.